# Culex epirus
Culex epirus är en tvåvingeart som beskrevs av Aiken 1909. Culex epirus ingår i släktet Culex och familjen stickmyggor. Inga underarter finns listade i Catalogue of Life.